# Synema cervinum
Synema cervinum là một loài nhện trong họ Thomisidae.
Loài này thuộc chi Synema. Synema cervinum được Ehrenfried Schenkel-Haas miêu tả năm 1936.